# Simpson-sivatag
A Simpson-sivatag egy nagy, száraz, vörös homokos síkság és dűnék az Északi területen, Dél-Ausztráliában és Queenslandben, Ausztrália középső részén. Ez a negyedik legnagyobb ausztrál sivatag, a 176 500 km2-es területével. 
A Simpson-sivatag egy erg, ahol a világ leghosszabb párhuzamos homokdűnéi vannak. Magasságuk a nyugati 3 métertől kb. a keleti 30 méterig terjedhet. A legnagyobb dűne a Nappanerica (Big Red), 40 méteres magasságával.

## Éghajlat
A térség rendkívül forró, száraz sivatagi éghajlattal rendelkezik. A csapadék minimális, átlagosan csak kb. 150 mm évente, ami nagyrészt nyáron esik le. A nyári hőmérsékletek megközelíthetik az 50 °C-t és a nagy homokviharok gyakoriak. A tél általában hideg, azonban július közepén hőhullámok is előfordulhatnak. 

## Fordítás
- Ez a szócikk részben vagy egészben  a   Simpson Desert című angol Wikipédia-szócikk ezen változatának fordításán alapul.  Az eredeti cikk szerkesztőit annak laptörténete sorolja fel. Ez a jelzés csupán a megfogalmazás eredetét és a szerzői jogokat jelzi, nem szolgál a cikkben szereplő információk forrásmegjelöléseként.